# فؤاد بریگه
فؤاد بریگه (انگلیسی: Fouad Brighache؛ زادهٔ ۱۰ مهٔ ۱۹۸۲) بازیکن فوتبال اهل آلمان است.
از باشگاه‌هایی که در آن بازی کرده‌است می‌توان به باشگاه فوتبال کیکرز اوفنباخ، باشگاه فوتبال اشبورن ۱، و باشگاه فوتبال دارمشتات ۹۸ اشاره کرد.